# Louiza Becquelin
Louiza, née Louisa Becquelin, est une illustratrice suisse de presse,. Elle est née le 10 novembre 1987 à Lausanne.

## Biographie
Louiza Becquelin est illustratrice indépendante. Après un certain temps dans le domaine de la presse, elle s’oriente vers des travaux plus personnels tout en continuant à travailler pour plusieurs institutions suisses romandes.
Elle est la benjamine d'une famille de deux enfants. Ses parents peignent à quatre mains sous le pseudonyme de Mix & Remix que son père, Philippe Becquelin (1958-2016), continue d'utiliser. Sa tante Hélène Becquelin est auteure de bande dessinée.
De 2004 à 2007 elle étudie le graphisme à l'École romande d'art et de communication (ERACOM) et se tourne vers l'illustration.
Elle obtient des contrats avec le magazine Femina, la presse quotidienne (Le Temps, La Tribune de Genève, Le Matin...), des magazines fanzines, la bande dessinée, Louiza collabore à plusieurs projets dont certains liés notamment au féminisme,.
En mai 2015, elle est citée dans le « Forum des 100 » de L'Hebdo.
En novembre 2016, elle expose avec son père Mix & Remix, à l'Espace d'art Richter Buxtorf, quelques jours avant la mort de celui-ci. Une première exposition personnelle suit quelques mois plus tard avec l'accrochage de plusieurs carnets de croquis au bar l'A-t-e-l-i-e-r à Lausanne en juillet 2018. 
Elle publie son premier recueil de dessins Ça rendait mieux dans ma tête aux éditions Paulette en avril 2019 ainsi que son premier recueil de poésie Tout ce que reflète la nacre, en novembre 2019 aux éditions l'Âge d'Homme.

## Publications, parutions et expositions
(décembre 2018).
- 2008 : Pictobello 2008[8].
- 2015 : Fashion mais pas victime (Mélanie Blanc - FRC - Louiza)[9],[10].
- 2016 : Venus pour rire, exposition à l'Espace Richter Bruxtorf en compagnie de son père Mix & Remix.
- 2018 : Louiza x L'A-T-E-L-I-E-R, exposition personnelle à l'A-T-E-L-I-E-R[11].
- 2018 : Dessin instinctif et spontané,  atelier à l'école d'art Ceruleum[réf. nécessaire].
- 2019 : Ça rendait mieux dans ma tête, recueil de dessins aux éditions Paulette[7].